# Marzban
Marzban (transliteracja ze średnioperskiego mlcpʾn'; w nowoperskim مرزبان) – perski tytuł, będący odpowiednikiem zachodniego margrabiego. Tytuł pochodzi z połączenia słów marz (granica) oraz bān (strażnik).
Do obowiązków marzbanów należały głównie obrona przygranicznych regionów tak przed siłami regularnymi (np. Imperium Rzymskiego) jak i koczownikami (np. Turkami orchońskimi). Mieli oni też pilnować szlaków handlowych, pełnić funkcje administracyjne itp.
Sassanidzcy szachinszachowie przydzielali ten tytuł przedstawicielom rodzin szlacheckich. Tytuł miał charakter dziedziczny. Prawo pozwalało im na używanie srebrnego tronu, zaś dla najbardziej prestiżowych regionów jak Armenia – złoty. W czasie wojny można porównać ich uprawnienia z marszałkiem polowym, którym podlegali spahbodzi. Nie ma pewności, czy zarządzali oni zamkami na ich terenie.